# Chrysobothris acaciae
Chrysobothris acaciae är en skalbaggsart som beskrevs av Knull 1936. Chrysobothris acaciae ingår i släktet Chrysobothris och familjen praktbaggar. Inga underarter finns listade i Catalogue of Life.